# Miss & Mister Deaf World

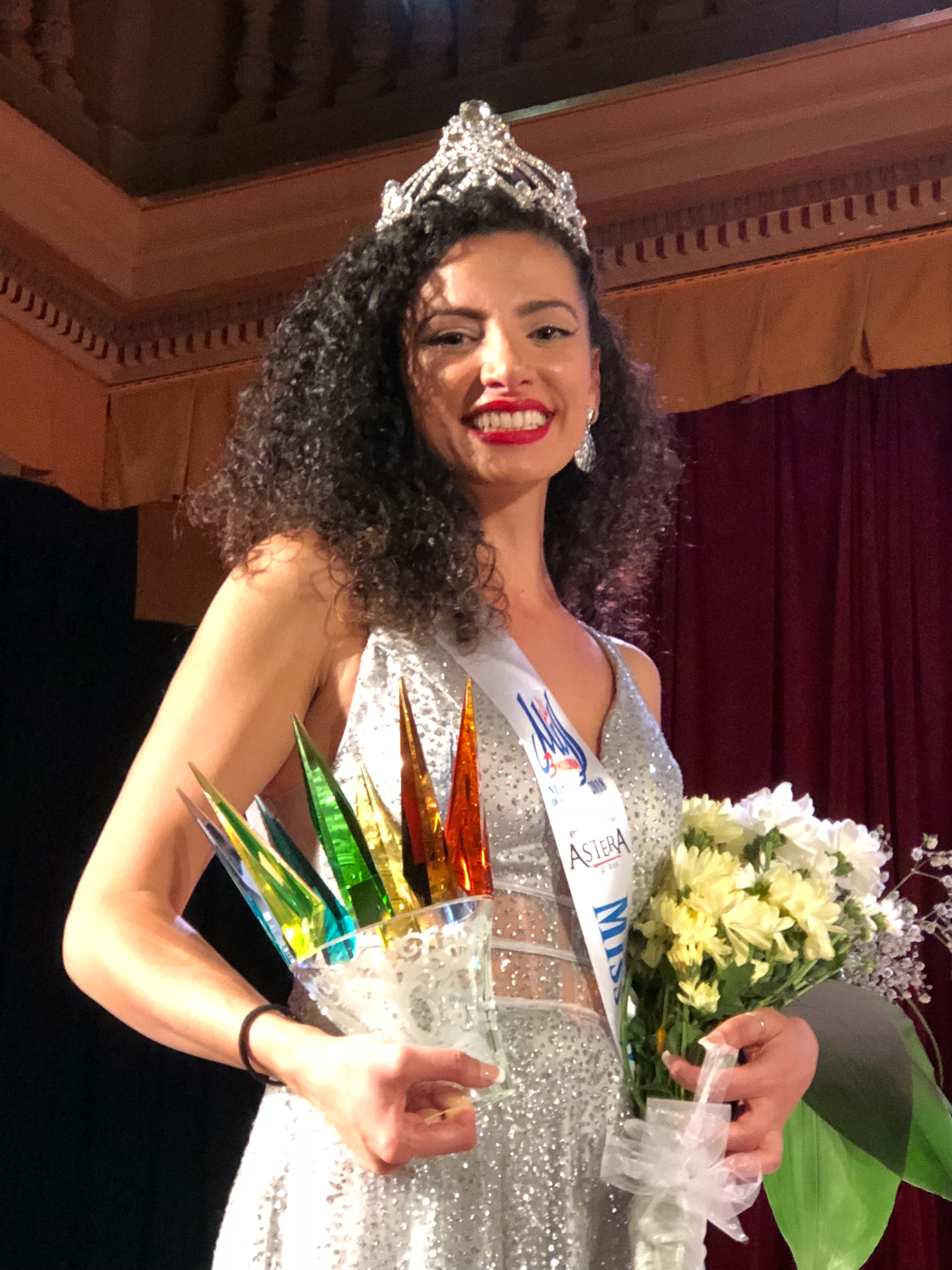
Miss Deaf World 2018 Assia Uhanany, 29 de septiembre de 2018, Vinohrady, Praga.

Miss & Mister Deaf World (MMDW) es un concurso internacional de belleza que corona a mujeres sordas jóvenes como "Miss Deaf World" y jóvenes sordos a "Mister Deaf World" todos los años, generalmente en Praga, en la República Checa.

## Historia
MMDW es una organización sin ánimo de lucro de lucro que se creó en 2001. El concurso está organizado por las empresas MISS DEAF s.r.o. y MISS - MISTER DEAF s.r.o., y su presidente es Josef Uhlíř. El idioma oficial del concurso es el lenguaje de señas internacional, y las coronas de vidrio de plomo para todos los finalistas están hechas por Astera s.r.o.

## Ganadoras y ganadores
| Fecha y lugar                                                                                        | Miss Deaf World                                                                                | Primera Vicemiss Deaf World                                                                     | Segunda Vicemiss Deaf World                                | Miss Deaf Europa                                          | Miss Deaf Asia                                            | Mister Deaf World                                    | Mister Deaf Europa                           | Mister Deaf Asia               |
| --- | ---------------------------------------------------------------------------------------------- | ----------------------------------------------------------------------------------------------- | ---------------------------------------------------------- | --------------------------------------------------------- | --------------------------------------------------------- | ---------------------------------------------------- | -------------------------------------------- | ------------------------------ |
| abril–mayo de 2020. Bangkok, Tailandia                                                               |                                                                                                |                                                                                                 |                                                            |                                                           |                                                           |                                                      |                                              |                                |
| 19 de julio de 2019. Nelspruit, Sudáfrica                                                            | Vidisha Baliyan India                                                                          | Lethiwe Ntaka Sudáfrica                                                                         | Caroline Costa · Brasil                                    | Petra Jakopović · Croacia                                 | Kanjana Phimpa Tailandia                                  | Phumelela Mapukata Sudáfrica                         | Petro Mendryshora · Ucrania                  | Chunping Zhou China            |
| 29 de septiembre de 2018. Casa Nacional de Vinohrady, centro de convenciones, Praga, República checa | Assia Uhanany (31 years) Israel                                                                | Juthathip Srithamrongwat Tailandia                                                              | Ludmila Krautsova · Bielorrusia                            | Andreea-Maria Stîngaciu · Rumania                         | Nishtha Dudeja India                                      | Jan Jakub Matěj Emmer · (33 years) · República Checa | Josip José Smokvina · Croacia                | Mani Gulati India              |
| 15 de julio de 2017. Centro de congresos de Praga                                                    | Chutima Netsuriwong (23 years) Tailandia                                                       | Maria Puposka · Macedonia del Norte · Entonces: · Ana-Maria Barnjak · Croacia · By MMDW website | Inna Demidova · Bielorrusia                                | Petra Gluchová · República Checa                          | Manman Hao China                                          | Eric Alcantara Pascual · España                      | Bagou Chehiban Francia                       | Yu Chen Lin República de China |
| 16 de julio de 2016. Salón de Congresos del Hotel TOP, Praga                                         | Janetta Hendrika Liaane Erasmus Sudáfrica                                                      | Aminaka Gako Senegal                                                                            | Victoria Soo Lum · Canadá                                  | Elena Novokhatskaya · Ucrania                             | Caoyue Piao Corea del Sur                                 | Kevin Petit Francia                                  | Alberto Jorgues Mora · España                | Tian Ye China                  |
| 18 de julio de 2015. Salón de Congresos del Hotel TOP, Praga                                         | Natalija Bilanová · Ucrania                                                                    | Anastasia Viazovskaya · Bielorrusia                                                             | Lé Thi Thuy Doan Vietnam                                   | Karina Astrid Jemmott Reino Unido                         | Lin Ching Lan República de China                          | Camilo Viloria Arrieta · Colombia                    | Tomáš Brož · República Checa                 | Sophon Sae-Li Tailandia        |
| Fecha y lugar                                                                                        | Miss Deaf World                                                                                | Primera Vicemiss Deaf World                                                                     | Segunda Vicemiss Deaf World                                | Miss Deaf Europa                                          | Miss Deaf Simpatía                                        | Mister Deaf World                                    | Mister Deaf Europa                           |                                |
| 19 de julio de 2014. Salón de Congresos del Hotel TOP, Praga                                         | Lydia Svobodova · Eslovaquia                                                                   | Maria Isabel Carlos Maia · Brasil                                                               | Xiao Yuan Liu China                                        | Olivera Lozić Serbia                                      | Pitiyanan Matthayomphan Tailandia                         | Jean-Marie Bourdon Francia                           | David Spiess · Austria                       |                                |
| 13 de julio de 2013. Salón de Congresos del Hotel TOP, Praga                                         | Thaisy Payo · (25 years) · Brasil                                                              | Erika Ďuricová · (20 years) · Eslovaquia                                                        | Queval Marianne (23 years) Francia                         | Kinal Timea Melinda · (23 years) · Hungría                | Niahkale Sako (22 years) Mali                             | Christian Paul López Bernal · (26 years) · México    | Bohuš Vlačuha · (20 years) · República Checa |                                |
| 7 de julio de 2012. Salón de Congresos del Hotel TOP, Praga                                          | Karin Keuter · (20 years) · Alemania                                                           | Maiko Sakvarelashvili (20 years) Georgia                                                        | Mariana Latseviuk · (21 years) · Ucrania · Doble victoria  | Mariana Latseviuk · (21 years) · Ucrania · Doble victoria | Adjelina Corovic · (19 years) · Montenegro                |                                                      |                                              |                                |
| 8 de julio de 2011. Praga                                                                            | Ilaria Galbusera · Italia                                                                      | Elena Korchagina · Rusia                                                                        | Dian Inggravati Soebangil Indonesia el título fue revocado | Natalya Ryabova · Bielorrusia                             | Ilaria Galbusera · Italia · Doble victoria                |                                                      |                                              |                                |
| 9 de julio de 2010. Tiflis, Georgia                                                                  | Alena Smyslova · Rusia                                                                         | Zhihuang Wang China                                                                             | Stella Falawo Kunjan Ghana                                 | Alena Smyslova · Rusia · Doble victoria                   | Portia Stacei Oliver Sudáfrica                            |                                                      |                                              |                                |
| 2009. Praga                                                                                          | Diana Kotvun · Ucrania                                                                         | Simhiwe Magagula Suazilandia                                                                    | Mariya Baranova · Rusia                                    | Nina Dividtinidze Georgia                                 | Zuzana Zliechovcova · Eslovaquia                          |                                                      |                                              |                                |
| 12 de julio de 2008. Praga                                                                           | Rossana Mazzocchio (19 years) Reino Unido                                                      | Michaela Theimerova · (21 years) · República Checa                                              | Yulia Arslanova · (19 years) · Rusia                       |                                                           | Jasmin Katzberg · (22 years) · Alemania                   |                                                      |                                              |                                |
| 14 de julio de 2007. Praga                                                                           | Qingling Baova (25 years) China                                                                | Kristina Weber · (21 years) · Alemania                                                          | Nila Kudlykova · (19 years) · Ucrania                      |                                                           | Terneil Nicole Oppel (19 years) Sudáfrica                 |                                                      |                                              |                                |
| 2006. Praga                                                                                          | Ivana Novelic Serbia                                                                           | Marina Chukhriy · Ucrania                                                                       | Viera Zliechcová · Eslovaquia                              |                                                           | Angeligue Verstraete · Bélgica                            |                                                      |                                              |                                |
| 2005. Praga                                                                                          | Petronela Petrovičová · Eslovaquia                                                             | Daniejela Bukvic Serbia                                                                         | Julia Agapova · Rusia                                      |                                                           |                                                           |                                                      |                                              |                                |
| 2004. Praga                                                                                          | Candice Morgan (22 years) Sudáfrica                                                            | Vaida Kuzminskyte · (22 years) · Lituania                                                       | Tatyana Prichodko · (21 years) · Ucrania                   |                                                           | Tatyana Prichodko · (21 years) · Ucrania · Doble victoria |                                                      |                                              |                                |
| 19 de julio de 2003. Praga                                                                           | Galina Broiko · (21 years) · Ucrania · Entonces: · Nastjana Pridok · Ucrania · By MMDW website | Natalia Chochlova · (22 years) · Rusia                                                          | Sara Melech (16 years) Israel                              |                                                           | Zhang Huanying (25 years) China                           |                                                      |                                              |                                |
| 2002. Praga                                                                                          | Danijela Gedovic Serbia                                                                        | Ludmila Šinglarová · República Checa                                                            | Natália Martinenko · Ucrania                               |                                                           |                                                           |                                                      |                                              |                                |
| 2001. Mallorca                                                                                       | Viktoriia Prytychenko · Ucrania                                                                | Bulgaria                                                                                        | República Checa                                            |                                                           |                                                           |                                                      |                                              |                                |